# William Loftus
William Kennett Loftus, född 13 november 1821 i Linton, Kent, död 27 november 1858 till havs, var en engelsk arkeolog, geolog och upptäcktsresande.
Loftus upptäckte de gamla gravfälten vid Warka (det forna Uruk) under sin tjänstgöring som geolog vid sir William Fenwick Williams persisk-turkiska gränsregleringskommission 1849–53 samt hemsände arkeologiska fynd till British Museum. År 1853 utsändes han av Assyrian Excavation Fund samt ledde utgrävningar – de första mera omfattande – i ett flertal av de äldsta babyloniska städerna, däribland Ur i Kaldeen, patriarken Abrahams födelsestad. De uppgrävda lämningarna placerades på British Museum.
Från september 1856 tjänstgjorde Loftus som assisterande geolog i Indiens geologiska undersökning, men drabbades där av ohälsa och avled under återresan till England.
Loftus författade Travels and Researches in Chaldaea and Susiana (1857) och avhandlingar i "Quarterly Journal of the Geological Society’" och "Journal of the Royal Geographical Society".